# Choiseul (kvarter)
Choiseul (engelska: Choiseul Quarter) är ett kvarter i Saint Lucia. Det ligger i den sydvästra delen av landet. Antalet invånare är 5 933. Arean är 31 kvadratkilometer. Choiseul ligger på ön Saint Lucia. Choiseul gränsar till Vieux-Fort.
Terrängen i Choiseul är kuperad åt nordost, men åt sydväst är den platt.
Följande samhällen finns i Choiseul:
- Choiseul